# James Ha
James Stephen Gee Ha (in cinese: 夏志明; Middlesbrough, 26 dicembre 1992) è un ex calciatore inglese naturalizzato hongkonghese, di ruolo attaccante.

## Carriera

### Club
Ha giocato con varie squadre della Hong Kong Premier League.

### Nazionale
Ha esordito nella nazionale di Hong Kong il 5 ottobre 2017 nella partita vinta contro il Laos.
Il 19 novembre 2019 ha segnato il suo primo gol contro la Cambogia nelle qualificazioni al campionato mondiale del 2022.

## Statistiche

### Cronologia presenze e reti in nazionale
| Cronologia completa delle presenze e delle reti in nazionale ― Hong Kong | Cronologia completa delle presenze e delle reti in nazionale ― Hong Kong | Cronologia completa delle presenze e delle reti in nazionale ― Hong Kong | Cronologia completa delle presenze e delle reti in nazionale ― Hong Kong | Cronologia completa delle presenze e delle reti in nazionale ― Hong Kong | Cronologia completa delle presenze e delle reti in nazionale ― Hong Kong | Cronologia completa delle presenze e delle reti in nazionale ― Hong Kong | Cronologia completa delle presenze e delle reti in nazionale ― Hong Kong |
| Data                                                                     | Città                                                                    | In casa                                                                  | Risultato                                                                | Ospiti                                                                   | Competizione                                                             | Reti                                                                     | Note                                                                     |
| ------------------------------------------------------------------------ | ------------------------------------------------------------------------ | ------------------------------------------------------------------------ | ------------------------------------------------------------------------ | ------------------------------------------------------------------------ | ------------------------------------------------------------------------ | ------------------------------------------------------------------------ | ------------------------------------------------------------------------ |
| 5-10-2017                                                                | Hong Kong                                                                | Hong Kong                                                                | 4 – 0                                                                    | Laos                                                                     | Amichevole                                                               | -                                                                        |                                                                          |
| 9-11-2017                                                                | Hong Kong                                                                | Hong Kong                                                                | 0 – 2                                                                    | Bahrein                                                                  | Amichevole                                                               | -                                                                        | 46’                                                                      |
| 14-11-2017                                                               | Hong Kong                                                                | Hong Kong                                                                | 0 – 1                                                                    | Libano                                                                   | Qual. Coppa d'Asia 2019                                                  | -                                                                        | 87’                                                                      |
| 5-9-2019                                                                 | Phnom Penh                                                               | Cambogia                                                                 | 1 – 1                                                                    | Hong Kong                                                                | Qual. Mondiali 2022                                                      | -                                                                        |                                                                          |
| 10-9-2019                                                                | Hong Kong                                                                | Hong Kong                                                                | 0 – 2                                                                    | Iran                                                                     | Qual. Mondiali 2022                                                      | -                                                                        | 73’                                                                      |
| 19-11-2019                                                               | Hong Kong                                                                | Hong Kong                                                                | 2 – 0                                                                    | Cambogia                                                                 | Qual. Mondiali 2022                                                      | 1                                                                        | 84’                                                                      |
| 11-12-2019                                                               | Pusan                                                                    | Corea del Sud                                                            | 2 – 0                                                                    | Hong Kong                                                                | Coppa dell'Asia orientale 2019                                           | -                                                                        | 63’                                                                      |
| 18-12-2019                                                               | Pusan                                                                    | Hong Kong                                                                | 0 – 2                                                                    | Cina                                                                     | Coppa dell'Asia orientale 2019                                           | -                                                                        | 80’                                                                      |
| 3-6-2021                                                                 | Arad                                                                     | Iran                                                                     | 3 – 1                                                                    | Hong Kong                                                                | Qual. Mondiali 2022                                                      | -                                                                        | 85’                                                                      |
| 11-6-2021                                                                | Arad                                                                     | Hong Kong                                                                | 0 – 1                                                                    | Iraq                                                                     | Qual. Mondiali 2022                                                      | -                                                                        | 57’                                                                      |
| 15-6-2021                                                                | Riffa                                                                    | Bahrein                                                                  | 4 – 0                                                                    | Hong Kong                                                                | Qual. Mondiali 2022                                                      | -                                                                        | 61’                                                                      |
| Totale                                                                   |                                                                          | Presenze                                                                 | 11                                                                       |                                                                          | Reti                                                                     | 1                                                                        |                                                                          |

## Palmarès

### Individuale
- Miglior giovane giocatore della Hong Kong Premier League: 1

2010-2011